# William Martin Conway
William Martin Conway, 1. baron Conway of Allington, Kt, FSA, FRGS, w latach 1895–1931 jako sir Martin Conway (ur. 12 kwietnia 1856, zm. 19 kwietnia 1937) – angielski krytyk sztuki, polityk, kartograf i alpinista.
Zajmował kilka stanowisk uniwersyteckich. Od 1918 do 1931 był przedstawicielem Połączonych Uniwersytetów Angielskich jako konserwatywny członek Izby Gmin. Od 1872 interesował się wspinaczką górską. Uczestniczył w wyprawach eksploracyjnych w Karakorum w 1892, na Spitsbergen w latach 1896–1897 oraz w Andach boliwijskich w 1898. Jest autorem książek o sztuce, m.in. Art Treasures of Soviet Russia (1925) i Giorgione as a Landscape Painter (1929) oraz podróżniczych, do których należą m.in. Mountain Memories (1920) i Aconcagua and Tierra del Fuego (1902).

## Życiorys

### Pochodzenie i wykształcenie
Urodził się 12 kwietnia 1856 roku w Rochester w Anglii jako syn pastora Williama Conwaya, późniejszego rektora kościoła św. Małgorzaty w Westminster, i najmłodszy z trojga rodzeństwa. Miał dwie starsze siostry: Elizabeth Ann (1852-1916) i Marthę (1854-1938). Był uczniem prywatnej szkoły w Repton, następnie studiował matematykę w Trinity College w Cambridge. Tam zaprzyjaźnił się z Karlem Pearsonem, poznał Henry’ego Bradshawa, badacza starodruków i bibliotekarza, i Johna Ruskina, którzy rozbudził jego zainteresowanie sztuką i Alpami. Studia nad drzeworytami, rytownictwem i starodrukami zaowocowały opublikowaniem w 1884 History of the Woodcutters of the Netherlands in the Fifteenth Century.

### Alpinizm i wyprawy wysokogórskie
W 1892 w trakcie wyprawy eksploracyjnej i alpinistycznej, podjętej pod auspicjami Towarzystwa Królewskiego, Królewskiego Towarzystwa Geograficznego i British Science Association, dokonał wejścia na boczny szczyt Baltoro Kangri. Osiągając wysokość 7010 m, ustanowił światowy rekord wysokości, który jednak późniejsze pomiary skorygowały na 6804 m.
W latach 1896–1897, wspólnie m.in. z geologiem i glacjologiem J.W. Gregorym, badał Spitsbergen podczas pierwszej wyprawy, która przemierzyła całą wyspę. W następnym roku prowadził eksplorację i pomiary Andów Środkowych w Boliwii. Jego zespół wspinaczkowy wycofał się spod szczytu Ancohuma (6427 m), wszedł natomiast na Illimani (6438 m). Podjęto też próbę wejścia na wierzchołek Aconcaguy (6959 m), zatrzymując się jednak 15 m poniżej szczytu. W drugiej części tej samej wyprawy zbadał Ziemię Ognistą, podjęto też próbę wejścia na szczyt Monte Sarmiento. W 1900 podczas wystawy światowej w Paryżu otrzymał złoty medal za osiągnięcia w eksploracji obszarów górskich, a w 1905 otrzymał Founder’s Medal przyznawany przez Królewskie Towarzystwo Geograficzne za eksplorację Spitsbergenu.
Był członkiem Alpine Club i jego prezesem w latach od 1902 do 1904. W 1908 został pierwszym prezesem Alpine Ski Club podczas spotkania założycielskiego tego klubu i pełnił te obowiązki do 1911. Jego imieniem nazwano Wyspę Conway, leżącą na zachód od Ziemi Grahama na Antarktydzie.
Po przestudiowaniu dostępnych materiałów dotyczących brytyjskiej wyprawy na Mount Everest w 1924 był zdania, że George Mallory i Andrew Irvine weszli na szczyt.

### Kariera naukowa

Mapa Karakorum sporządzona przez Conwaya, przedstawiająca okolice lodowca Hispar, na podstawie jego badań z 1892

Od 1884 do 1887 r. był profesorem historii sztuki na University College w Liverpoolu. W latach od 1901 do 1904 miał profesurę z tytułem Slade Professor of Fine Art na Uniwersytecie Cambridge. W 1895 roku otrzymał tytuł szlachecki za prace w 1892 związane ze skartowaniem 5180 km² obszaru Karakorum.
W 1889 r. opublikował książkę prezentującą wyniki swoich studiów nad twórczością Albrechta Dürera. Jego asystentką w tych badaniach była Lina Eckenstein, siostra jego kolegi wspinacza i znanego alpinisty Oscara Eckensteina.
Na początku XX wieku działał w Society of Antiquaries of London (SAL), brytyjskim towarzystwie naukowym zajmującym się materialnymi śladami przeszłości. Wygłaszał liczne prelekcje na zebraniach towarzystwa i był przez wiele kadencji członkiem rady SAL. Dwukrotnie, w 1916–17 i ponownie w 1918–22, pełnił obowiązki wiceprezesa towarzystwa.
W latach 20. i 30. XX wieku przewodniczył działalności archeologiczno-historycznego towarzystwa naukowego Kent Archeological Society. Został jego prezesem w 1923. W 1930 ogłosił chęć ustąpienia ze stanowiska, powołując się na pogarszający się stan zdrowia, lecz na prośbę rady towarzystwa pozostał prezesem. Ostatecznie zapowiedział odejście i ustąpił z tego stanowiska w 1936, godząc się jednak nadal pełnić funkcję wiceprezesa.
Od 1887 był wspólnie z żoną Katriną zapalonym kolekcjonerem fotografii dzieł sztuki, obiektów architektonicznych i dekoracyjnych, a także dokumentujących wydarzenia. Był pierwszym dyrektorem generalnym Imperial War Museum i od 1922 do 1937 członkiem zarządu National Portrait Gallery. Zebrana przez niego kolekcja fotografii stała się podstawą Conway Library w Courtauld Institute of Art w Londynie. W 1905 Conwayowie zakupili ruiny zamku w Allington i zainwestowali w jego restaurację.

### Kariera polityczna
Przez pewien czas angażał się w życie polityczne, współpracując z obiema głównymi partiami, rzekomo w dążeniu do uzyskania tytułów rycerza i barona; otrzymał oba. W pierwszej dekadzie XX wieku rozważano jego kandydaturę z ramienia liberałów z Wolverhampton South, którą jednak sam wycofał. W 1902 roku wszedł w układ z prezydentem Boliwii José Manuelem Pando dotyczący obszaru w regionie Acre, bogatego w kauczuk. Otrzymana koncesja, zwana koncesją Caupolicán, przewidywała udział Conwaya i amerykańskich inwestorów. W 1907 został dyrektorem firmy Inambari Para-Rubber Estates, która eksportowała produkty lateksowe znad rzeki Inambari w Peru. Z ramienia Połączonych Uniwersytetów Angielskich został w 1918 wybrany na posła do Izby Gmin, pełniąc tę funkcję do 1931, kiedy to otrzymał godność para jako «baron Conway of Allington, w Allington w hrabstwie Kent».
Zmarł w Londynie 19 kwietnia 1937 w wieku 81 lat. Tytuł barona Conway of Allington wymarł wraz z jego śmiercią.

## Dzieła

### Prace naukowe
- History of the Woodcutters of the Netherlands in the Fifteenth Century, 1884
- Early Flemish Artists, 1887
- The Literary Remains of Albrecht Dürer, 1889
- The Dawn of Art in the Ancient World, 1891, dotyczące Chaldean(inne języki), Assyrian i sztuki egipskiej
- Early Tuscan Art, 1902
- The Crowd in Peace and War, 1915
- Art Treasures of Soviet Russia, 1925
- Giorgione as a Landscape Painter, 1929

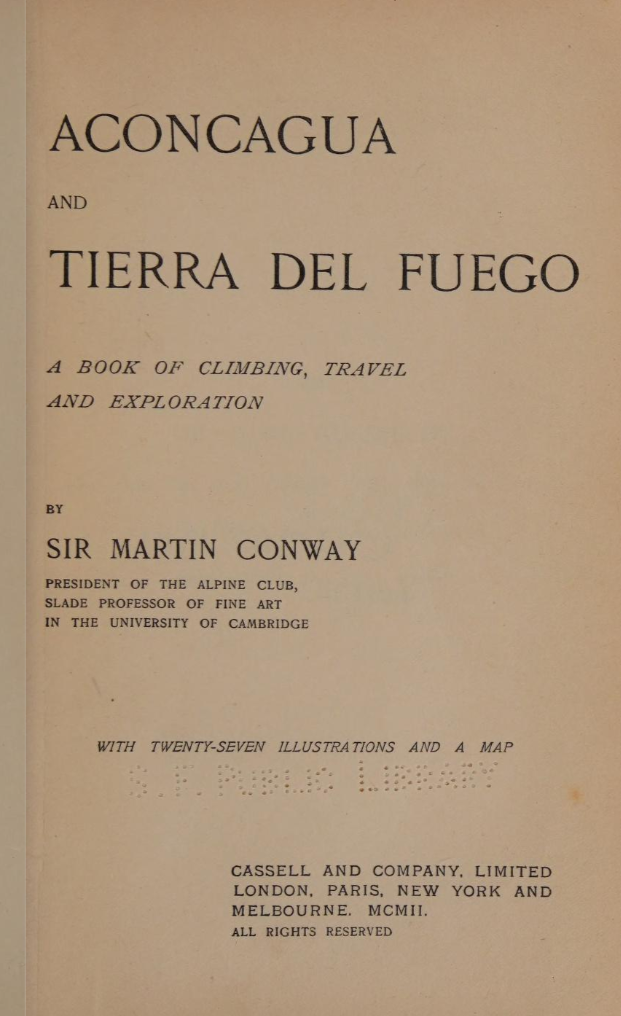
Strona tytułowa książki o wyprawie do Ameryki Płd., wyd. 1902

### Utwory podróżnicze
- Climbing and Exploration in the Karakoram-Himalayas, 1894
- The Alps from End to End, 1895 i 1900 (wydana także jako The Alps, 1904 i 1910)
- The First Crossing of Spitsbergen, 1897
- The Bolivian Andes, 1901
- Aconcagua and Tierra Del Fuego: A Book of Climbing, Travel and Exploration, 1902
- Early Dutch and English Voyages to Spitsbergen in the Seventeenth Century, 1904
- No Man’s Land, a History of Spitsbergen from its discovery in 1596 to the beginning of the Scientific Exploration of the Country, 1906
- Mountain Memories, 1920
- Palestine and Morocco, 1923

### Autobiografie
- Episodes in a Varied Life, 1932
- The Sport of Collecting, 1914